# نانسي لودون
نانسي بيتون لودون (ولدت في 28 فبراير 1926 وتوفيت في 20 فبراير 2009) كانت طبيبة نسائية اسكتلندية. كرست حياتها المهنية للريادة وضمان توفير خدمات تنظيم الأسرة وصحة المرأة. كانت رائدة في تخصص «أمراض النساء المجتمعية».

## النشأة والتعليم
ولدت نانسي مان في كيلين في 28 فبراير 1926، وهي الابنة الكبرى لهيلين وأليك جيه مان. كان والدها مزارعًا بارزًا في بلاك آيل، وعضوًا في مجلس المقاطعة . أظهرت لودون إمكاناتها الأكاديمية في وقت مبكر من خلال أن تصبح دوكس ل Fortrose Academy في سنتها الدراسية الأخيرة بدأت دراستها الطبية في كلية الطب بجامعة إدنبرة عام 1944 أثناء الحرب، وتخرجت عام 1949. كانت واحدة من عدد قليل من الطلاب كل عام الذين حصلوا على شهادة الطب بامتياز.

## الحياة المهنية والبحث
بعد التخرج عملت مسجلة متخصصة في أمراض النساء والتوليد في مستشفى سيمبسون للولادة في إدنبرة تحت إشراف البروفيسور روبرت كيلار. عندما خطبت للزواج من طبيب أمراض النساء جون لودون ، أعلن كيلار أنه لا يوجد مكان لامرأة متزوجة في مجال التوليد وأجبرت لودون على الاستقالة من منصبها. بعد ذلك بعامين كان من المقرر أن يقبل جون لودون منصب المسجل تحت إشراف الأستاذ كيلار الذي أجبر لودون على الاستقالة.
كانت عودة لودون إلى الممارسة الطبية من خلال جلسة أسبوعية في عيادة رعاية الأمهات في إدنبرة، وهي عيادة لتنظيم الأسرة. تم تشغيل هذه العيادة ، وهي الأولى في إدنبرة ، على أساس تطوعي من قبل طبيبين هما مايف مارويك وألكسندرا لوثيان .
في البداية كان للعيادة مبان بسيطة - متجر قديم به صنبور بارد فقط وغرفة انتظار مفروشة بمقاعد خشبية. ومع ذلك في عام 1957 سمحت وصية بقيمة 2000 جنيه إسترليني بشراء مباني في Dean Terrace، وهو منزل مستقل على الطراز الجورجي تم اختياره بعناية لموقعه المنعزل. ظلت العيادة هناك لأكثر من 50 عامًا حتى انتقلت إلى عيادة تشالمرز المجتمعية في لوريستون بليس لتصبح عيادة مشتركة لتنظيم الأسرة وصحة المرأة والصحة الجنسية والإنجابية.
الحاجة لتحديد النسل أدت إالي تدفق النساء المحليات إلى العيادة المنشأة حديثًا في دين تيراس، حيث أصبحت مركزًا رائدًا لطرق منع الحمل الجديدة التي أصبحت متاحة. تولت لودون منصب المسؤول الطبي الرئيسي في عام 1972، وفي ذلك الوقت كانت العيادة هي الفرع 50 لجمعية تنظيم الأسرة (FPA). ولاحقًا تم دمج العيادة في مجلس لوثيان الصحي .
كان للودون فريق داعم في عيادة دين تيراس، توسعت خدمة العيادة لتشمل عيادات الفحص الجيد للمرأة، وقطع القناة المنوية، والمشكلات الجنسية، وفحص مكان العمل في المصانع المحلية. كانت لودون فخورة بتأسيس خدمة إحالة الإجهاض في لوثيان ، والتي عملت على ترشيد إدارة النساء اللواتي يسعين إلى الإجهاض، وتقليل التأخير غير الضروري والمزعج.
تابعت الاهتمامات الطبية الأكاديمية، حيث كانت محاضرة في قسم أمراض النساء والتوليد في جامعة إدنبرة. وشاركت في الأبحاث حول وسائل منع الحمل ولا سيما هرمونات الستيرويد، وأسفر عملها البحثي عن أكثر من 70 منشورًا علميًا. في عام 1985 كتبت كتابًا دراسيًا بعنوان «دليل تنظيم الأسرة»، والذي استمر كنص شائع للأطباء العاملين في هذا المجال، ونُشرت الطبعة الخامسة التي حررها زملاؤها في جامعة إدنبرة بمن فيهم البروفيسور آنا جلاسيير قبل وقت قصير من نشرها.
كانت رئيسة الجمعية الوطنية البريطانية لأطباء تنظيم الأسرة، وشغلت العديد من المناصب الطبية الوطنية الأخرى. لم تكن خائفة من تحدي المؤسسة عندما كانت احتياجات المرأة مهددة. في فترة رئاستها أصبح التخصص الطبي لتنظيم الأسرة راسخًا في المملكة المتحدة ، والمعروف الآن باسم كلية الرعاية الصحية الجنسية والإنجابية .
تقاعدت لودون عام 1988

## الجوائز والتكريم
حصلت على جائزة William Y Darling Bequest بعد تقاعدها من قبل مجلس مقاطعة إدنبرة للمواطنة الصالحة وبتصويت إجماعي من اللجنة. بعد ذلك تم انتخابها كزميلة في الكلية الملكية للأطباء في إدنبرة، وتم تمييز مساهمتها في الطب بحصولها على رتبة الإمبراطورية البريطانية في عام 1992.

## الحياة الشخصية
تلقت لودون الدعم طوال حياتها المهنية من زوجها جون لودون استشاري التوليد وأمراض النساء المتقاعد. لديها ولدان وبحلول عام 2009 أصبح لديها ستة أحفاد. توفيت في 20 فبراير 2009.

## أعمال محددة
- لودون، نانسي، نيوتن ريتشارد جون (1985). كتيب تنظيم الأسرة. تشرشل ليفينجستون.